# Crivina de Sus, Timiș
Crivina de Sus (1924: Crivina, plasa Făget) este un sat în comuna Pietroasa din județul Timiș, Banat, România.

## Așezare
Satul este situat pe brațul drept al râului Bega, la o altitudine de 220 m, intr-o zonă de dealuri împădurite.

## Atestare documentară

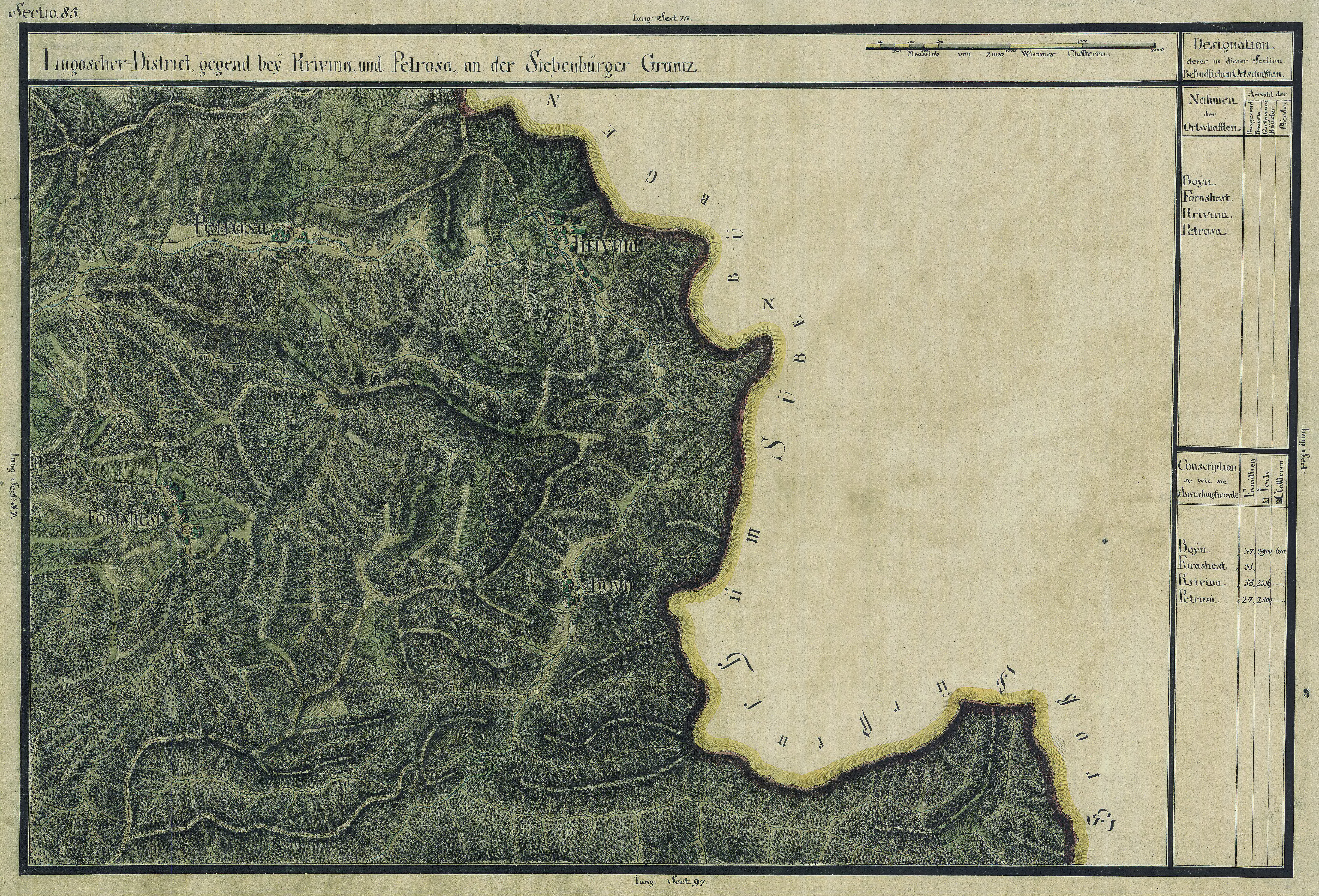
Crivina de Sus în Harta Iosefină a Banatului, 1769-72

Satul este atestat documentar din anul 1514 sub numele Also Krywyna, ca făcând parte din domeniul cetății Șoimoșului, stăpânit de contele George de Brandemburg și obținut de acesta prin căsătoria cu văduva lui Ioan Corvin, fiul regeli Matei Corvin.

## Descriere
Crivina de Sus are 92 de numere și aproximativ 200 de locuitori. Casele înșiruite de o parte și de cealaltă a râului Bega sunt construite din cărămidă arsă, cu 2-3 camere la stradă și bine cunoscuta poartă de la "șură" pentru acces în "ocol".

## Economie
Locuitorii satului se ocupă cu creșterea animalelor, cositul fânețelor și cultivarea terenurilor agricole. Un loc aparte îl ocupă plantarea de livezi cu pomi fructiferi, mai ales cele cu pruni pentru producția de "răchie de prună". Zona nu a fost cooperativizată în regimul comunist, dar sătenii au suferit la fel de mult ca și toți locuitorii țării, prin "dările" pe care trebuiau să le achite anual.

## Obiective turistice

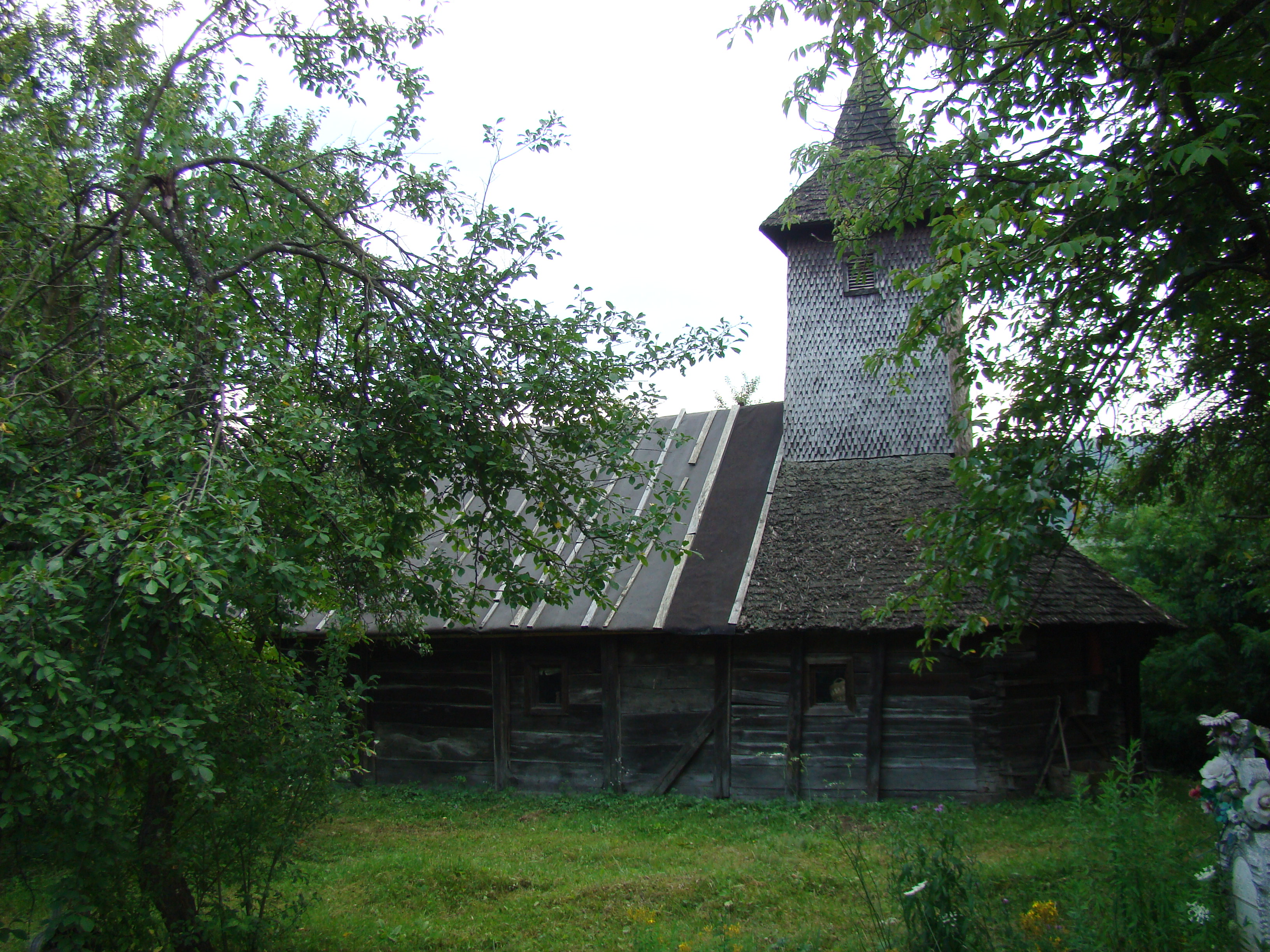
Biserica de lemn din Crivina de Sus, monument istoric

Biserica din lemn din sat, cu hramul "Cuvioasa Paraschiva", este datată prin inscripție în secolul al XVII-lea. A fost construită în 1676 si este cea mai veche biserică din lemn din zona Făgetului.
Un alt punct de atractie îl reprezintă moara de apă din coasta satului, cu roată verticală, încă în functiune, construită in secolul al XIX-lea de catre morarul Negea. El a lăsat-o mostenire lui Oprescu Ioan la inceputul secolului al XX-lea. La moara se oprea de fiecare data contesa austriaca LEOPOLDINA, numita de catre localnici MARIASA. Contesa Leopoldina stapanea pamantul si padurile din zona si avea un conac in satul vecin Poieni. Era nasa de botez a copiilor imparatului austriac Franz Joseph. Venea in fiecare an, pentru a-si petrece vara in aceasta frumoasa zona. In toamna unui an venind spre conac, a vazut rand mare de care si carute  cu animalele priponite si taranii care asteptau sa le vina randul la moara sa-si macine granele. La intrebarea contesei Leopoldina legata de tarani si animale, morarul i-ar fi spus ca satul nu are pasune, pentru acest motiv taranii tin animalele priponite la care si carute. Contesa a dat porunca ca suprafata de lunca si izlaz a cărei stapana era, sa fie trecuta cu moara pe numele morarului, iar taranii care macina la moara sa lase animale la pascut. Ulterior poruncii date de catre contesa, in anul 1915 a fost infiintata Asociatia de Pasunat a Urbariaristilor din Comuna Crivina. A tinut foarte mult la oamenii din zona. Fiul ei a murit intr-un duel pentru salvarea onoarei unei romance. A fost inmormantat intr-o cripta in apropierea satului Poieni. Si astazi se vad ruinele castelului si ale criptei. Moara a fost reconstruita in anul 1972 de catre Danciu Iosif ginerele lui Oprescu Ioan. Tot aici se află si o pesteră situata pe versantul estic al satului. Sfinxul "Casa de Piatră" este cunoscut de către localnici ca un templu ce adăposteste marea avere de 900 kg monede de aur. Se spune că atunci când a fost schimbat "jugul de lemn cu jugul de fier" , turcii au fost obligati să plece numai cu ce au avut pe ei. Si-au îngropat averea ce o aveau la "saua din fata soarelui". Până în prezent nimeni nu a reusit să scoată comoara, ci doar să o localizeze.

## Tradiții
Tradițiile populare sunt păstrate adânc în memoria fiecăruia dintre săteni. Șezătoarea, claca, bocitul, poveștile populare, măsuratul oilor, ruga, nunta, omenia ș.a. sunt doar câteva dintre obiceiurile populare tradiționale.

### Obicei de nuntă
Băiatul și fata se cunosc, vorbesc, se plac, se îndrăgostesc și hotărăsc să se căsătorească.
Ei își anunță părinții, care merg să se înțeleagă între ei. Părinții băiatului merg în pețit la părinții fetei. Dacă băiatul pleacă ginere, atunci părinții fetei merg în pețit. Dacă se înțeleg între ei privind averea și bunurile viitoarei familii, atunci stabilesc data logodnei(căpăreala). Logodna are loc în casa părinților fetei și participă băiatul cu părinții
lui, "nănașii și moșii", și neamurile mai apropiate. Un prieten al băiatului care urmează să fie prins "givăr" întreabă:
Ne primiți la dumneavoastră în casă,
Să stăm împreună la masă?
Li se răspunde:
Vă primim, vă primim.
Apoi reia:
Uite, noi căltăm ceva la dumneavoastră,
Că tânărul nost împărat
Dimineața s-o sculat,
Fața blândă ș-o spălat,
Pă noi ne-o adunat,
Ș-am plecat la vânătoare
După un pui de căprioară.
Dar s-a ascuns în casa dumneavoastră,
Și vrem s-o vedem.
Este adusă fata în casă. Atunci băiatul(viitorul ginere) zice:
Dau "căpară" la fată... (spune suma de lei și enumeră bunurile) și doresc să trăim fericiți împreună.
Nunta (uspețul) este stabilită atunci. Părinții se înteleg asupra datei și a numărului de invitați(uspecioni), muzica care va canta, stabilesc doi "dolieși" și cine va purta steagul. Atunci un vanător trage cu pușca, să se audă în tot satul că urmează uspețul. Se așază cu toții la masă și petrec până dimineața.
Dolieșii sunt aleși doi tineri apropiați mirelui și miresei, care cu o săptămână înainte merg și invită uspecionii la uspeț. Ei sunt îmbrăcați în costume populare și poartă fiecare
un recipient numit "dolie", frumos ornamentată în care este pusă răchie de prună. 
Cum intră în casa unui invitat rostesc:
Am venit la dumneavoastră,
Să v-aduc veste frumoasă.
Dumneavoastră aveți neam bun,
Numele eu vi-l spun; familia.....
Și are un copil iubit,
Și vrea să-l căsătorească.
Li se răspunde:
Dumnezeu să-l trăiască!
Apoi reiau:
Pe dumneavoastră va poftit la nuntă,
La voie bună multă,
Să nu ziceți că nu veniți,
Că neamul vi-l năcăjiți.
După care se cinstesc cu răchie din dolie.
Peste o săptămână, nunta începe la mireasă acasă pentru invitații miresei și la mire acasă pentru invitații mirelui, unde timp de două - trei ore petrec.
Apoi mirele împreună cu invitații și muzica pleacă spre casa miresei. La casa miresei se încuie poarta, iar invitații miresei pun obstacole în calea invitaților mirelui(aprind focuri, ridică bariere) cu menirea de a apăra casa miresei. După mai multe târguieli, invitații mirelui sunt lăsați să pătrundă în curtea casei miresei, unde dolieșul mirelui spune:
Gazda nost' socrul cel mare,
Ne-o trimis din depărtare,
C-o auzit c-aveți o floare,
Ce-aici vatra nu-i priește,
Nici aerul nu-i tihnește.
Am venit din răsărit,
Ca s-o scoatem din pământ,
S-o scoatem din rădăcină,
S-o luam la noi în grădină.
Dacă floarea nu ne-ți da,
De noi ușor nu-ț' scăpa,
Noi vă vom înconjura ,
În podrum vă vom băga,
De-un butoi vă vom lega.
Și de vreți să n-o pățiți
Floarea să ne-o dăruiți!
Dolieșul miresei răspunde:
Dragi chemați din răsărit,
Noi vă spunem bun venit!
Noi de mult vă așteptăm,
Ce cereți o să vă dăm,
Vă dăm floarea florilor
Din grădina Domnilor,
Numa' dacă veți podi,
Drumul pe unde-o veni,
Numa' cu bani de argint
Să nu calce pe pămant.
Dolieșul mirelui acceptă cele cerute și spune: 
Iată nunta se unește,
Drumu' cu bani îl podește,
Vă rugăm să ne-ascultați,
Și ce cerem să ne dați.
În acest moment se prezintă nuntașilor o mireasă falsă de obicei o bătrână din sat deghizată. Nuntașii protestează și este adusă mireasa, rostindu-se de către "givăr" următoarele:
Dragă nuntă, dragi nuntași
Iată floarea ce-o căltați.
Nu-i o floare din pahar
Ca s-o dăm mirelui dar.
Și-i o floare împupită
Pentru nuntă pregătită
Tânără și sprintenioară
Taman ca o căprioară
Rumenă și tinerică
Și de mire logodită.
Iată eu o dau cu bine
De azi mirelui soție.
Iată eu o dau cu drag
De azi mirelui ortac.
Și florile să-nflorească
Și mirii să trăiască
Muzica cântă "Mulți ani trăiască", iar mireasa este adusă în fața nuntașilor în curte(ocol).
Aici pe o masă frumos aranjată se află o găleată de lemn(șofei) cu apă sfințită și un buchet de busuioc. Mireasa stropește simbolic nuntașii cu acest buchet înmuiat în apă, învârtindu-se de trei ori în jurul mesei și pe sub mâna "givărului" la fiecare colt de masă, după care se așază lângă mire între "nănaș și nănașă".
Au loc mai multe orații:
Din partea prietenelor miresei...
Cântecul miresei...
Orația de ieșire la "ultoane"(pom fructifer). Taierea crenguței este un gest cu semnificații magice. Mirele va lăsa atâția muguri pe crenguță, câți copii dorește să-i "rodească" viitoarea soție.
Orația soacrei mari...
Orația la învăluitul miresei...
Orația "cerfelor"
Toți uspecionii sunt invitați la mese, unde mănâncă, beau, cântă, joacă și își petrec în voia inimii. Urmează "jocul miresei" pe bani. Imediat după acest dans al miresei la care participă toți uspecionii pe rand(un dans foarte scurt de câteva zeci de secunde pentru fiecare), urmează "să se strige cinstele". Se petrece până a doua zi dimineața cănd mirele și mireasa sunt lăsați să se odihnească împreună, iar uspecionii pleacă pe la casele lor, pentru a se reîntălnii în după-amiaza aceleași zile, continuând petrecerea la casa mirelui.